# Gwyneth Rowlands
Gwyneth Rowlands (* 1915 in Epsom; † 2009) war eine britische autodidaktische Künstlerin der Art brut, die ihre Malereien vor allem auf Feuersteinen und Naturmaterialien schuf.

## Leben
Gwyneth Rowlands wurde 1915 in Epsom im County Surrey geboren und verbrachte ihre Kindheit im London Borough of Sutton. Sie war sehr gebildet und verfügte über umfassende Kenntnisse in Kunst und Literatur. Zwischen 1938 und 1946 arbeitete sie hauptsächlich als Lehrerin. In den späten 1930er Jahren lebte sie in Berlin und unterrichtete in der Zeit des Nationalsozialismus von 1938 bis 1939 an einer jüdischen Schule. Mit einem Pelzmantel und dem Schmuck einer jüdischen Freundin reiste sie nach England zurück, um sie an einen Bruder weiterzugeben, der bereits nach Großbritannien geflohen war. Sie unternahm ausgedehnte Reisen und unterrichtete Englisch an Schulen in Europa, Südamerika, Afrika und dem Nahen Osten. In ihrem Tagebuch hielt sie ausführliche Reiseberichte von Besuchen in Ägypten, der Türkei und Argentinien fest, ebenso wie ihre Genesung von einer Malariaerkrankung.

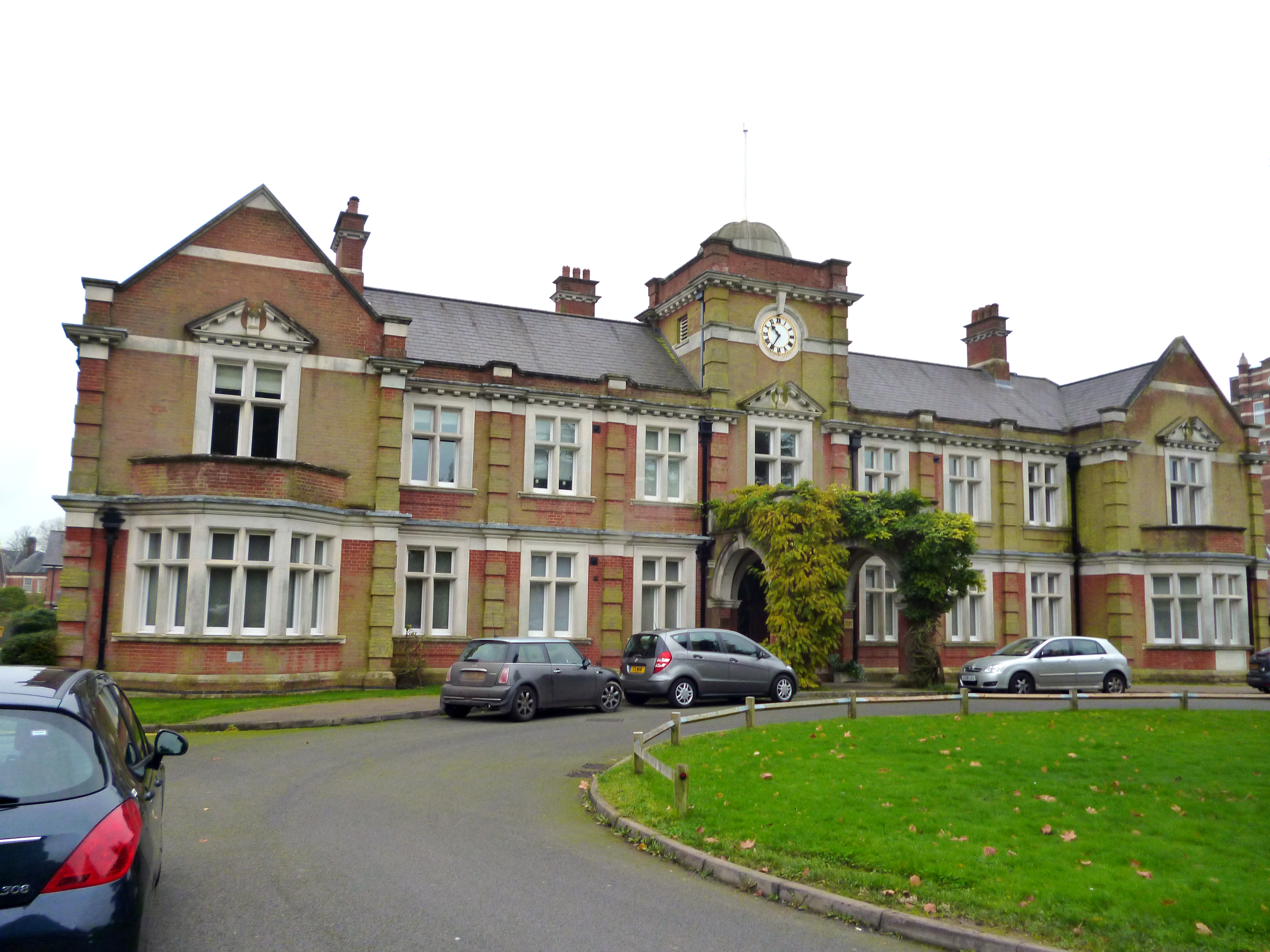
Ehemaliger Verwaltungstrakt
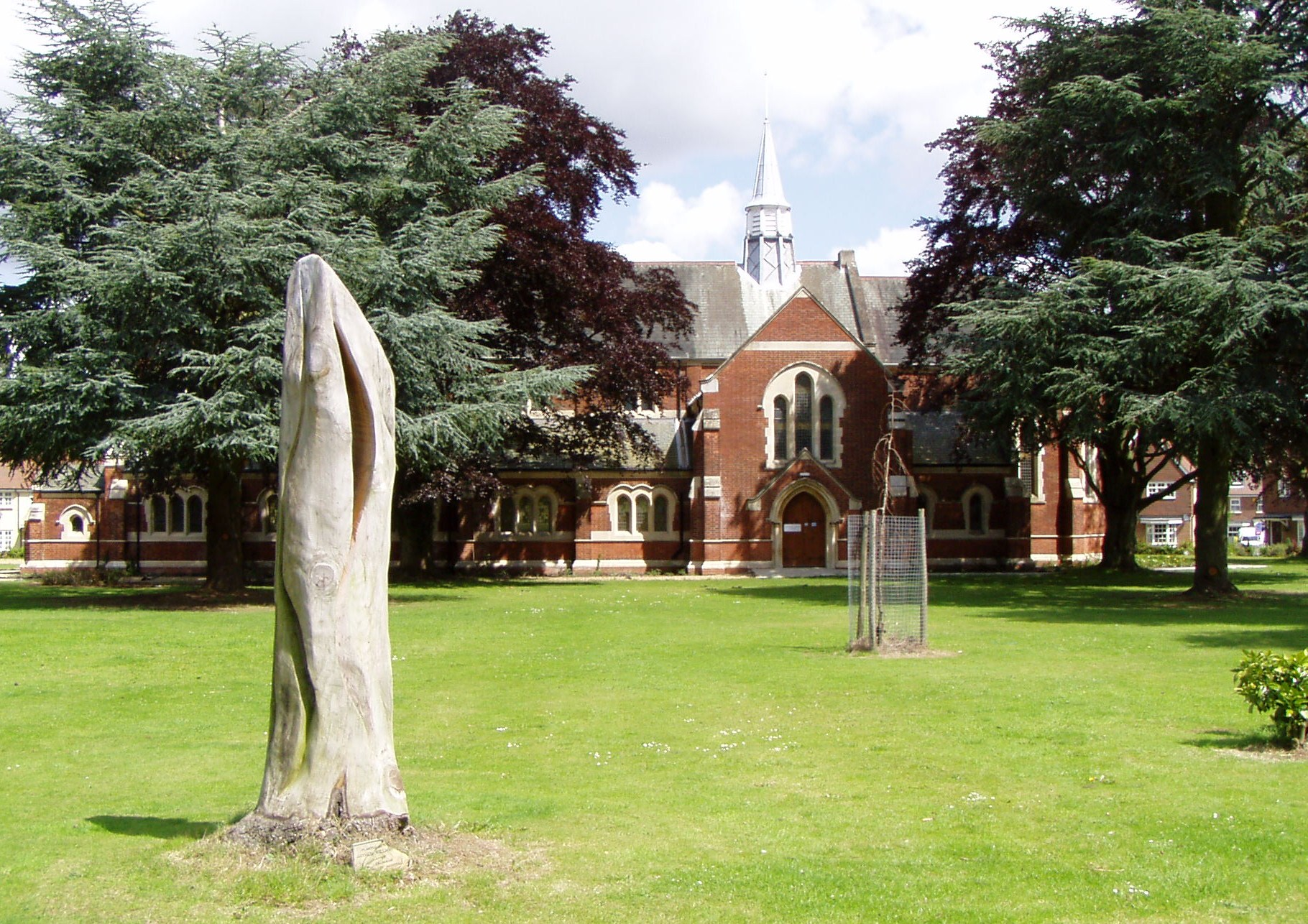
Ehemaliges Hospitalgelände mit Kapelle

Über das spätere Leben von Gwyneth Rowlands in England ist wenig bekannt, bis sie um 1962 (nach anderen Quellen bereits 1946) in die psychiatrische Klinik Netherne (früher Surrey County Asylum at Netherne oder Netherne Asylum) in Hooley im Borough Reigate and Banstead eingewiesen wurde. Heute befindet sich auf dem Gelände das Dorf Netherne-on-the-Hill. In der Klinik begann sie künstlerisch zu arbeiten. Sie konnte die Ateliers im Krankenhaus unbegrenzt nutzen, die ihr von dem Begründer der Kunsttherapie in Großbritannien und Künstler Edward Adamson (1911–1996) zur Verfügung gestellt wurden. Manchmal malte sie die ganze Nacht hindurch und an den Wochenenden und vertrat Adamson während seiner Urlaube, um das Atelier für andere Patienten zu öffnen und zu schließen.
Anfang der 1980er Jahre wurde sie aus der psychiatrischen Klinik entlassen.

## Werk
Gwyneth Rowlands Anfangswerke hatten noch einen formalen, dekorativen Charakter. Sie fertigte gegenständliche Gemälde von Vögeln und Schmetterlingen auf glatten Kieselsteinen, die sie bei Ausflügen zum Meer sammelte oder die ihr bei Besuchen ihrer Familienmitglieder vom Strand in Budleigh Salterton mitgebracht wurden. Danach ging sie zu Feuersteinen über, die sie auf den Feldern rund um das Krankenhaus sammelte und malte mit Tusche, Wasserfarbe und Lack menschliche Gesichter, vielfach Frauenporträts, Tiere, biblische Themen und abstrakte Muster auf deren Oberfläche. Die Motive passte sie den unregelmäßigen Konturen des Materials an. Sie bemalte auch Baumrinde, Holzstücke, Knochen, Keramikrohre, Linoleumreste und andere gefundene Gegenstände.
Nach Gwyneth Rowlands’ Entlassung aus dem Netherne Hospital fertigte sie keine weiteren Kunstobjekte mehr an, blieb aber bis zu dessen Tod in Kontakt mit Edward Adamson. Um eine ihr angemessen scheinende Aufbewahrung ihrer Werke sicherzustellen, schrieb sie mehrfach an die Nachlassverwalter von Adamson und äußerte ihre Sorge um die Zukunft ihrer Feuersteinkunstwerke. Dazu verfasste sie das dreibändige handgeschriebene Manuskript „Fox-hunting“, das sie als Kommentar zu ihrem Leben und Werk verstand. Es enthält Collagen mit Postkarten, Reproduktionen von Gemälden und Familienfotos, die zwischen handschriftlich übertragenen Gedichten eingefügt sind. Sie war körperlich zunehmend gebrechlich und reiste nie zu einer der ab 1984 stattfindenden Ausstellungen, war aber durch ihre Korrespondenz mit der Adamson Collection darüber informiert und sah sich Fotos und Dokumentationen über die Ausstellungen an. An „Fox-hunting“ arbeitete sie bis 2008.
Das Manuskript, ihre weitere Korrespondenz und nahezu alle ihre 400 Kunstwerke befinden sich in der „Edward Adamson Collection“, eine der wichtigsten Sammlungen britischer „Asylkunst“ mit rund 5.500 Objekten, die zwischen 1946 und 1981 von Patienten der psychiatrischen Klinik Netherne geschaffen worden waren.
Der beim Locarno Film Festival mit dem „Goldenen Leopard“ ausgezeichnete Film Abandoned Goods von Pia Borg und Edward Lawrenson zeichnet anhand von Archivmaterial, Rekonstruktionen und Interviews das Leben und künstlerische Schaffen der Bewohner des Netherne Hospital nach, darunter auch Gwyneth Rowlands.

## Ausstellungen (Auswahl)
- 2020: Monochromatic Minds: Lines of Revelation. Jennifer Lauren Gallery, London
- 2017: Mr A Moves in Mysterious Ways. Peltz Gallery, Birkbeck School of Art, London[4]
- 2015: Art as Healing. Speaker’s House, Palace of Westminster, London
- 2014: Art as Healing. Edward Adamson Festival, Bethlem Gallery, London
- 2013: Art in the Asylum. Djanogly Art Gallery, Nottingham
- 1984: Selections from the Edward Adamson Collection. Art Gallery of Ontario, Kanada[1]